# Балка Кам'янувата
Балка Кам'янувата — річка в Україні, у Нікопольському районі Дніпропетровської області. Ліва притока Солоної (басейн Дніпра).

## Опис
Довжина річки 22 км, похил річки — 3,7 м/км. Площа басейну 102 км².

## Розташування
Бере початок на південно-західній стороні від Китайгородка. Тече переважно на південний захід через Лукіївку, Змагання і у Чистопілі впадає у річку Солону, ліву притоку Базавлука.